# Кірімбаш (архіпелаг)
Острови́ Кірі́мбаш лежать в Індійському океані біля північного узбережжя Мозамбіку, неподалік від міста Пемба, столиці провінції Кабу-Делгаду. Архіпелаг складається з близько 32 островів, включаючи Ібо, Матемо, Меджумбе, Кірімба, Медундо, Квісиву, Острів Ваміджі та острова Рола, що знаходяться коло кордону Танзанії.

## Історія
Населення рибальських поселень острова зростало навколо арабських торговельних пунктів і процвітало завдяки португальським торговельним шляхам. Острови були відомими під назвою Ilhas de São Lázaro (порт. - острови Святого Лазаря) протягом XVI століття.
В січні 1504 року, на зворотньому шляху з Індії біля островів зазнав кораблетрощі один з кораблів П'ятої португальської індійської армади. Екіпаж на чолі з знаменитим капітаном Ніколау Коелью загинув.
Коли португальці почали захоплювати міста на островах, таких як Ібо, арабські купці почали втікали в інші частини острова. Арабські купці відмовлялися торгувати з португальцями, в результаті чого почалися напади португальців на мусульман, одна з атак призвела до того, що постраждало 60 мусульманських купців, а їхнє майно було спалене
Острви перебували під контролем португальців, доки в 1975 році Мозамбік не отримав незалежності. До часів незалежності було заселено лише чотири з 32 островів. Станом на сьогодні більшість з островів населені.
23 травня 2014 року в районі островів Кірімбаш було виявлено вилив нафти, сприченений буровою установкою, експлуатованою корпорацією Anadarko Petroleum Corporation.
Ці острови відомі своїми місцями для дайвінгу, глибиною до 400 метрів. Національний парк Кірімбаш, що охоплює площу у 7500 км², включає в себе 11 південних островів, які частково оточені мангровими лісами. Парк був заснований у 2002 році як природоохоронний об'єкт.

## Статус всесвітньої спадщини
В даний час острови Кірімбаш є у списку номінацій на отримання статусу об'єкту всесвітньої спадщини ЮНЕСКО, який був представлений в 2008 році.

## Галерея

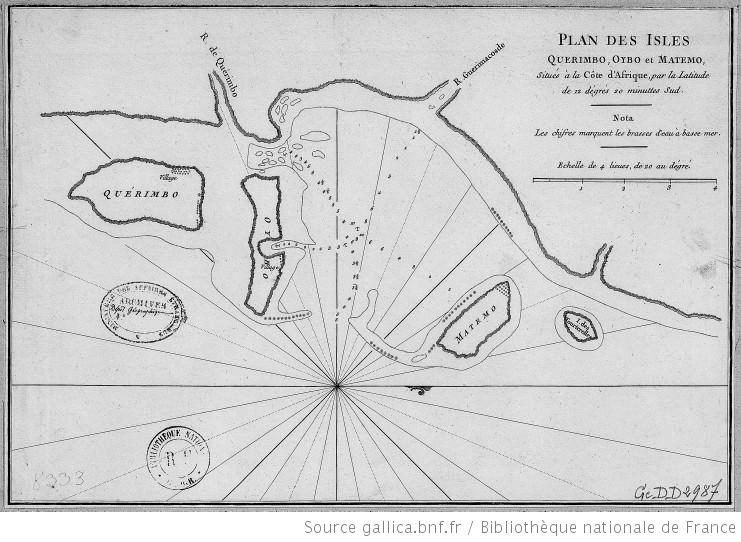
Карта острова Кірімба в 1775
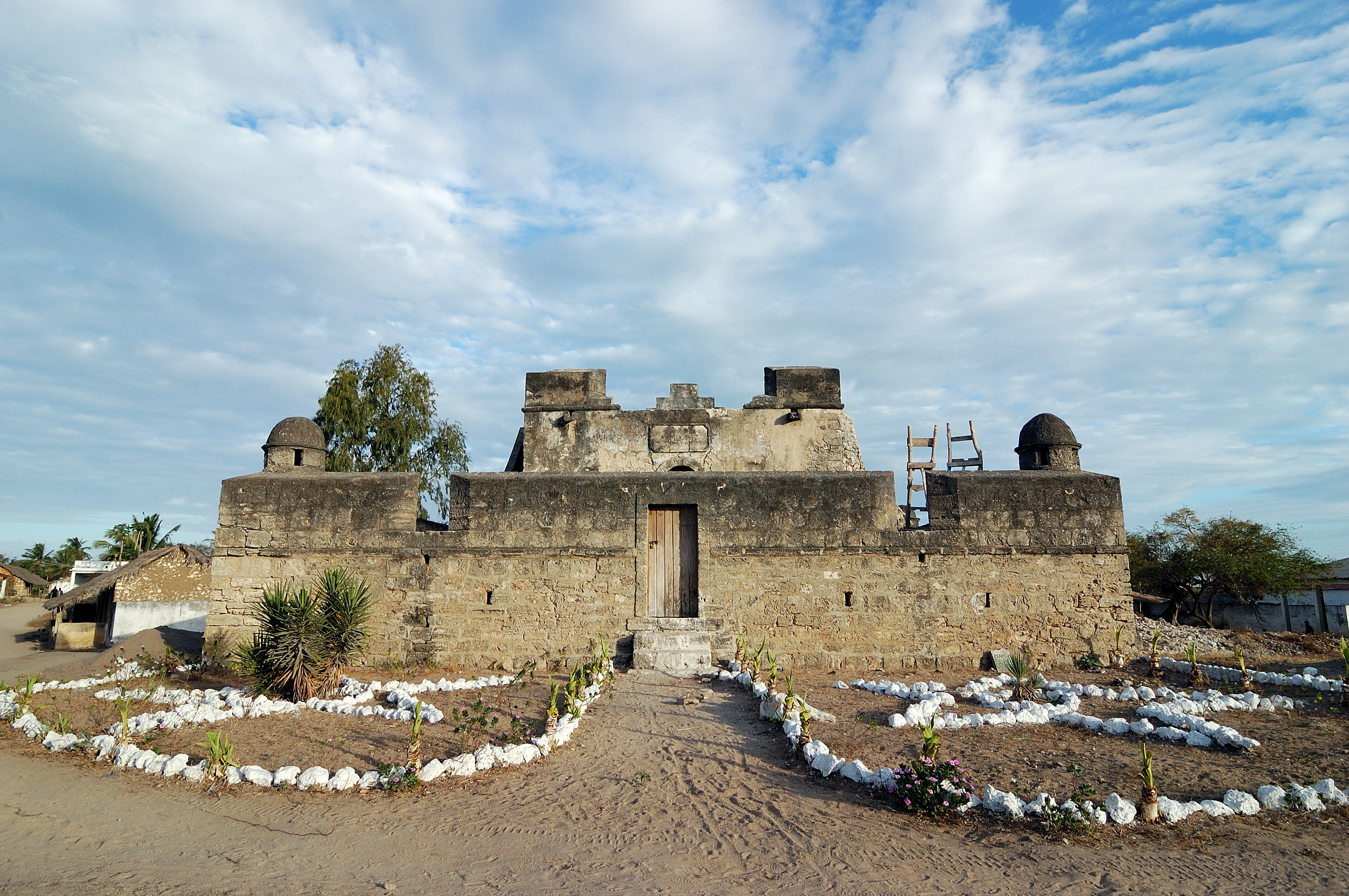
Форт Санту-Антоніу-ду-Ібу, на острові Ібо
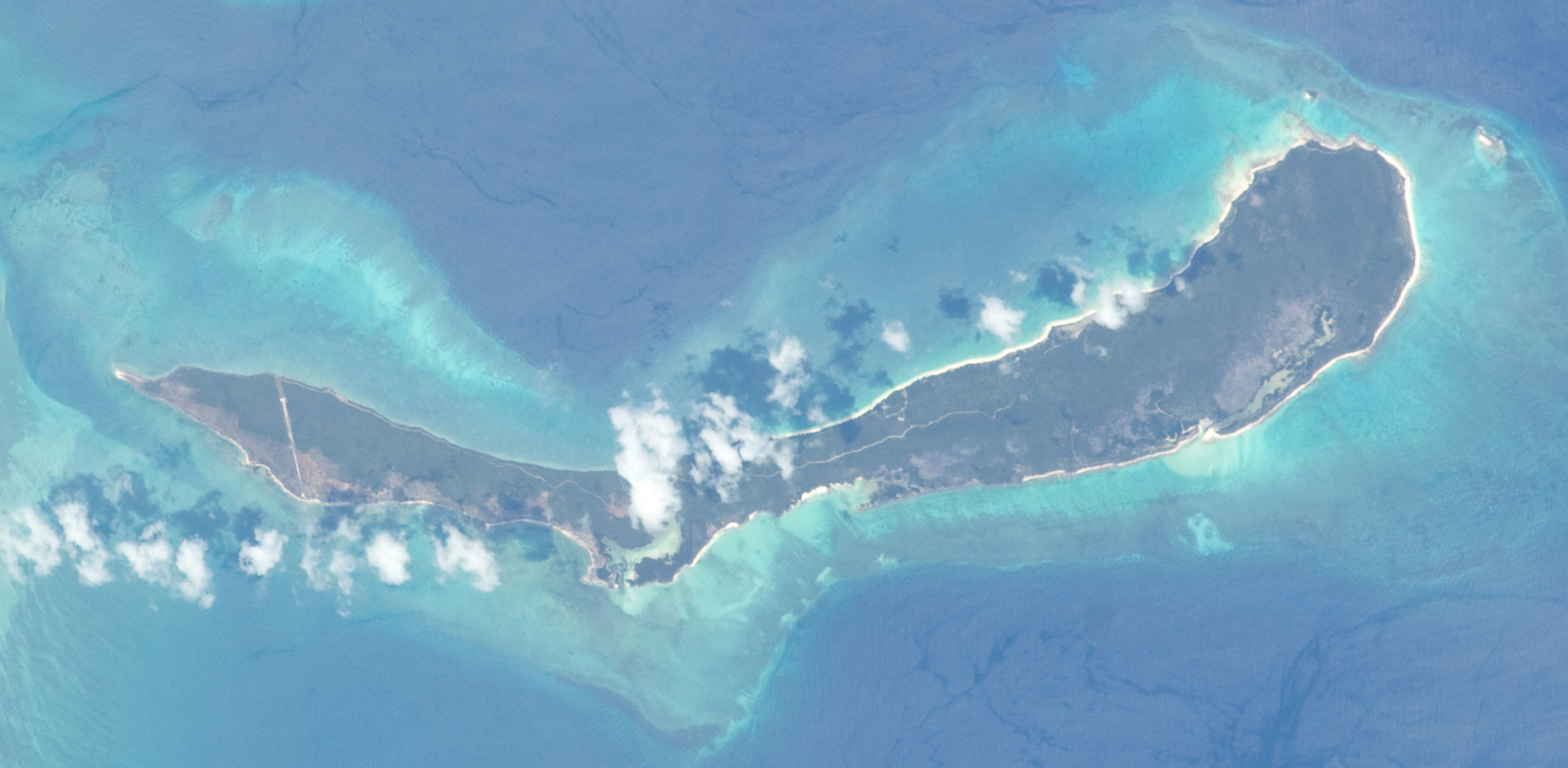
Супутниковий знімок острова Ваміджі в 2011 році